# 刑部司
刑部司，刑部官署名称。
隋朝始置刑部司，为刑部四司之一，设刑部侍郎、刑部員外郎各一员。大业三年（607年），正副官员改为憲部郎、憲部承务郎。唐朝武德三年（620年）恢复刑部郎中、刑部员外郎的旧名。刑部郎中从五品上，刑部员外郎从六品上。管理律令格式和按覆刑狱，如果由本司郎官和御史、大理司直評事会审疑案，称之为小三司。龙朔二年（662年）改为司刑司，正副官员改为司刑大夫、司刑员外郎。咸亨元年（670年），恢复刑部司的旧名。光宅元年（684年）改为秋官司，正副官员改为秋官郎中、秋官员外郎。神龙元年（705年），恢复刑部司的旧名。天宝十一载（752年）改为司宪司，正副官员改为司宪郎中、司宪员外郎。至德二载（757年），恢复刑部司的旧名。五代十国沿置，宋朝作为直属刑部的郎中、员外郎，不设刑部司。